# Krzysztof Roman Nowak
Krzysztof Nowak (ur. 28 lutego 1949 w Opolu) – polski autor tekstów piosenek, także recenzent teatralny, publicysta, felietonista, scenarzysta i reżyser widowisk teatralnych, tanecznych i muzycznych. Mieszkał i tworzył w Tarnowie i Krakowie, od 2003 r. w Warszawie.

## Działalność publicystyczno-medialna
Absolwent polonistyki na Uniwersytecie Jagiellońskim, specjalizacja na Wydziale Teatru, Filmu i Telewizji. 
Kierownik literacki Tarnowskiego Teatru, sekretarz redakcji i redaktor naczelny Galicyjskiego Tygodnika Informacyjnego „TEMI”. Dyrektor programowy i redaktor naczelny Małopolskiej Telewizji Kablowej, dla której stworzył pierwszą ramówkę. Redaktor w wydawnictwach Axel Springer i Bauer.

## Twórczość estradowa
Napisał wiele tekstów piosenek, których wykonawcami byli m.in.: Andrzej Grabowski, Katarzyna Sobczyk, Magda Umer, Krystyna Sienkiewicz, Joanna Żółkowska, Dorota Kamińska, Jan Kobuszewski, Piotr Fronczewski, Stanisław Tym, Kazimierz Kaczor, Cezary Morawski, Marek Siudym, Marcin Troński, Andrzej Nardelli, zespoły takie jak Leliwa, Bałtowie czy Aura. Za piosenkę „Święto błaznów” z jego tekstem i muzyką Janusza Gozdka zespół Va banque otrzymał Grand Prix w konkursie „Mikrofon i ekran” na Festiwalu Piosenki Polskiej w Opolu w 1973. Jego teksty prezentowały także kabarety Jajo oraz E-22.

## Nagrody
- Nagroda rektora Uniwersytetu Jagiellońskiego na Festiwalu Piosenki Studenckiej w Krakowie za tekst piosenki „Kto” z muzyką Pawła Biruli
- Główna nagroda (jedna z ośmiu równorzędnych) w konkursie „Gdzie jest przebój?” na Festiwalu Piosenki Polskiej w Opolu – za tekst piosenki „Król po bitwie” z muzyką Janusza Gozdka
- „Złota Kaczka” i „Gęsie Pióro” - nagrody dziennikarskie prezydentów Tarnowa
- „Uskrzydlony” - statuetka przyznawana za twórczość na obszarze województw małopolskiego i podkarpackiego - w kategorii: media.